# Damaracris rupestris
Damaracris rupestris är en insektsart som beskrevs av Brown, H.D. 1972. Damaracris rupestris ingår i släktet Damaracris och familjen gräshoppor. Inga underarter finns listade i Catalogue of Life.